# Aplogompha riofrio
Aplogompha riofrio är en fjärilsart som beskrevs av Paul Dognin 1889. Aplogompha riofrio ingår i släktet Aplogompha och familjen mätare. Inga underarter finns listade i Catalogue of Life.